# Cunninghamhead
Cunninghamhead is een dorp (hamlet) in het Schotse bestuurlijke gebied North Ayrshire, in de parish Dreghorn. Het dorp ligt aan de rivier Annick Water en de B769. Deze weg verbindt het dorp met Irvine en Stewarton. 